# Karol Antolík
 Karol Antolík  (28. ledna 1843, Studenec – 20. června 1905, Bratislava) byl slovenský fyzik.

## Život
Karol Antolík se narodil v Studenci. Studoval na gymnáziích v Levoči, Prešově a Velkém Varadíně, matematiku a fyziku na budapešťské univerzitě, kde jeho učiteli byly Štefan Anián Jedlík a Oto Petzval. Zejména první z nich měl na jeho pozdější vědeckou dráhu mimořádný vliv výběrem předmětu výzkumu i experimentálním zaměřením. Absolvoval také roční studijní pobyt na německých univerzitách – mimo jiné v Berlíně pracoval v Helmholtzových laboratořích a v Heidelbergu, navštěvoval přednášky Roberta Wilhelma Bunsena a Heinricha Quinckeho. Působil jako profesor na středních školách v Kaposváru, Košicích, Aradu a nakonec v Bratislavě, kde byl od roku 1893 až do své smrti ředitelem reálky.

## Práce
Věnoval se experimentálnímu zkoumání elektrického jiskrového výboje, zpočátku zejména metodou Lichtenbergových obrazců, později vlastní originální metodikou. Dráhu klouzavého jiskrového výboje zachycoval na začouzený povrch skleněné destičky, případně jiných těles a ze zanechaných stop výboje se pokoušel vysvětlit některé vlastnosti elektrické jiskry. Výsledky svých pokusů publikoval i ve známém Poggendorffově fyzikálním časopise Annalen der Physik, kde upoutaly pozornost Ernsta Macha a jeho spolupracovníků. Ernst Mach v Antolíkově metodě objevil možnost využití k akustickým výzkumům, a tak se pokusy zručného středoškolského profesora staly východiskem víceleté série experimentů s explozemi, které prostřednictvím zkoumání rázových vln dovedly Macha k několika důležitým objevům moderní aerodynamiky. Karol Antolík se později stal umělcem Lichtenbergových obrazců a věnoval se i dalším pokusům z oblasti elektrostatiky a akustiky. Pozoruhodné jsou jeho výsledky, které dosahoval při zkoumání chvění napnutých blan (membrán) různými modifikacemi Chladniho metody zvukových obrazců. Kromě celé řady studií byl autorem učebnice experimentální fyziky a sbírky demonstračních pokusů.